# Polystachya letouzeyana
Espèce
Polystachya letouzeyana Szlach. & Olszewski est une espèce de plantes à fleurs de la famille des Orchidaceae (les orchidées) et du genre Polystachya, présente au Gabon et au Cameroun. Sur la liste rouge de l'UICN, elle apparaît comme une plante menacée (EN).

## Étymologie
Son épithète spécifique rend hommage au botaniste René Letouzey qui a découvert l'holotype.

## Distribution
Le premier spécimen a été trouvé en 1968 au sud du Cameroun, sur la colline Ngwon, à 38 km à l'est de Kribi. Au Gabon les spécimens ont été collectés sur quatre sites : les monts Doudou (1984), sur la rive gauche de l'Ivindo, en face de Mayibout (1987), entre Rabi et Echira (1990) et dans la concession forestière de Bordamur, au nord-est de Mitzic (2003).

## Habitat
C'est une plante épiphyte présente dans la forêt submontagnarde sur des inselbergs et des parois rocheuses.